# Les Années 80
Pour plus de détails, voir Fiche technique et Distribution.
Les Années 80 est un film franco-belge réalisé par Chantal Akerman et sorti en 1983.

## Fiche technique
- Titre : Les Années 80
- Réalisation : Chantal Akerman
- Scénario : Chantal Akerman et Jean Gruault
- Photographie : Luc Benhamou et Michel Houssiau
- Décors : Michel Boermans
- Costumes : Michèle Blondéel
- Son : Daniel Deshays, Marc Mallinus et Henri Morelle
- Musique : Marc Hérouet
- Montage : Nadine Keseman et Francine Sandberg
- Sociétés de production : Abilène Productions - Paradise Films
- Pays d'origine :  France -  Belgique
- Durée : 82 minutes
- Dates de sortie : 
  - France : 15 mai 1983

## Distribution
- Aurore Clément
- Magali Noël
- Lio
- Daniela Bisconti
- Amid Chakir
- Patrick Dechène
- Ionna Gkizas
- Martine Kivits
- Hélène Lapiower
- Florence Madec
- Claire Nelissen
- Christine Pouquet
- Marie-Rose Roland
- Warre Borgmans
- Jo Deseure
- Lucy Grauman
- Fabienne Lambert
- Dominique Lapique
- Carmela Locantore
- Agnès Muckensturm
- Isabelle Pousseur
- Nellie Rosiers
- Anne-Marie Cappelier
- Nicole Debarre
- Annick Detollenaere
- Michel Karchevsky
- Francine Landrain
- Xavier Lukowski
- Estelle Marion
- Yvette Poirier
- Pascale Salkin
- Nora Tilley
- Yvon Vromman
- Nathalie Willame
- Hilde Van Mieghem
- Gabrielle Weibach
- Jean-Claude Wouters
- Guy Swinnen
- Florence Vercheval
- Michel Weinstadt
- Bernard Yerlès
- Simon Zaleski
- Chantal Akerman

## Sélection
- Festival de Cannes 1983 (sélection Un certain regard)